# Список кримськотатарських митців

## Список кримськотатарських митців та мисткинь
Список кримськотатарських майстрів та майстринь декоративно-ужиткового мистецтва містить дані про митців та мисткинь, які займаються традиційними ремеслами (вишивка, гончарство, карбування, килимарство, виконавське мистецтво, тощо).

### Гончарі
- Гусенов Ельдар Хусенович – кримськотатарський кераміст, орнаменталіст. Народився 21 січня 1985 р. у м. Самарканд, Узбекистан. Зараз мешкає у м. Сімферополь. Закінчив Таврійський гуманітарно-екологічний інститут, отримав спеціальність: дизайн, промислова графіка. Займається вивченням гончарного мистецтва (гончарне коло, глина, лощіння, гравірування орнаменту, димлення, вощіння). Вивчає традиційний кримськотатарський керамічний посуд  (форми та способи застосування, виготовлення і декорування). Майстер розробив авторський стиль гравіювання орнаменту на поверхні керамічних виробів. Вивчення кримськотатарської традиційної орнаментики на різних матеріалах (вишивка орнаменту на тканині, різьблення орнаменту по каменю і дереву, орнаментальний розпис стін). Дизайн. Розробка фірмового стилю. (Adobe Photoshop, Corel Draw)  Нагороди:  Друга національна виставка-конкурс художньої кераміки «КерамПІК у Опішному» Україна, с. Опішня, 21 жовтня 2010р. Диплом «За знання та майстерне застосування в кераміці національної орнаментики».  Третя національна виставка-конкурс художньої кераміки «КерамПІК у Опішному»  Україна, с. Опішня, 20 жовтня 2011 р. Диплом Інституту керамології (відділення інституту народознанія НАН України) за колекцію сучасного кримськотатарського керамічного посуду.  Міжнародна виставка - конкурс в Тебрізі, Університет Ісламського Мистецтва, Іран 2017р. Володар Міжнародної премії Тебріза за інновації і творчість в ремеслах серед керамістів, 2-е місце.[джерело?]
- Курукчі Марина – керамістка кримськотатарського походження. Народилася у 1977р. м. Пирятин, Україна Дитинство провела в республіках Середньої Азії: Узбекистан, Киргизтан, Казахстан, з 1993 р. мешкає в Криму, в м.Сімферополь, з 2014 р працює в м. Києві.  Закінчила Таврійський Національний Університет ім. В.І. Вернадського, за спеціальністю економістка, а також закінчила Кримське художнє училище ім. Н.С. Самокіша, за спеціальністю художник-живописець.  У 2011р. пройшла навчання на курсах кераміки в майстерні кераміста Рустема Скібіна. У рамках проєкту "Кримський стиль" навчалася майстерності художнього розпису по порцеляні. Вивчає традиційне кримськотатарське мистецтво, мову кримськотатарського орнаменту під керівництвом куратора проєкту Заслуженого художника України і мистецтвознавця Мамута Чурлу. Захоплюється вивченням традиційного національного кримськотатарського одягу, костюма.  Працює на гончарному крузі, виготовляє традиційні форми кримськотатарської побутової гончарної кераміки - посуд, страви, світильники, декоративні панно. Створила свій стиль декорування керамічних виробів, який спирається на традиційну техніку виготовлення і стародавні кримськотатарські структури орнаменту, стиль, який продовжує традиції кримських татар, поєднує у собі яскраве народне традиційне початок і творче бачення автора.  Учасниця численних міжнародних фестивалів, виставок в Криму, Україні, Туреччині. Польщі, Литві.[джерело?]
- Скібін Рустем (нар.1976)  — кераміст, орнаменталіст, художник[1]

### Карбувальники
- Дервіш Рустем — майстер-карбувальник, власник дому-музею "DervishEvi[2]. Народився 28 травня 1963р у м. Янгіюль Ташкентської області, Узбекистан. Виготовлення виробів з міді, латуні та інших металів. Техніка виконання-кування, пайка, карбування, лудіння, зварювання.
- Умєров Алі Рустемович — майстер-карбувальник[3]. Народився 8 грудня 1976 року м. Шахрихан, Узбекистан. Зараз мешкає у м. Бахчисарай, АР Крим. Закінчив Кримський інженерно-педагогічний університет за спеціальністю художник-майстер образотворчого та декоративно-ужиткового мистецтва. Виготовлення виробів проводиться за старовинною технологією бахчисарайських майстрів.

### Архітектори
- Юнусов Еміль Ідрисович - кримськотатарский архітектор. Народився 26 лютого 1986 р в смт. Новотроїцьке Херсонської області.  Зараз мешкає у м. Сімферополь. Закінчив Національну академію природоохоронного і курортного будівництва. Працює у стилі східної архітектури, виконує роботи в османському стилі.  Нагороди:  - Диплом першого ступеня з відзнакою спеціаліста (XIX оглядовий конкурс дипломних проектів випускників архітектурних та художніх вищих навчальних закладів України);  - Диплом першого ступеня, 19 огляду-конкурсу дипломних робіт 2010 г у м.Львів;  - Учасник Регіонального фестивалю Культурної Спадщини Криму під організацією "FONDAZIONE ROMUALDO DEL BIANCO"  - Перше місце в конкурсі ескізних проектів Соборної мечеті в м. Сімферополь. Автор мечеті Ідріс Юнусов, автор адміністративної будівлі та гостьового будинку Юнусов Еміль. На даний момент головний  архітектор Соборної мечеті в м. Сімферополь.[джерело?]
- Алієв Айдер Енверович — кримськотатарський скульптор.

### Вітраж
- Яшлавський Енвер Серверович (нар.14.07.1971) — художник-вітражист.

### Вишивальниці
- Бєлялова Ельміра (нар. 5 липня 1958, Узбекистан) – кримськотатарська майстриня народної творчості (декоративно-ужиткового мистецтва), професійна вишивальниця, інженерка – технологиня швейного виробництва, членкиня Євпаторійської міської артелі майстрів. З 1996 року в Криму займалася відродженням національного костюма, вишивкою золотими та срібними нитками (золоте шиття киримли). Учасниця багатьох виставок та фестивалів, неодноразово нагороджена за творчу та педагогічну діяльність, за внесок в розвиток туризму, та за збереження рідної мови і традицій киримли, є ведучою вишивальницею м. Євпаторія. Лауреатка премії «Громадське визнання» м. Євпаторія в номінації «Золоті руки» в 2007 році.
- Валяєва Едіє Сейрановна — майстриня вишивки.
- Дроздова Ельвіра(1984.06.28, Узбекистан, Самарканд) — правозахисниця, юристка та мисткиня кримськотатарського походження (кримські татари), майстриня народної творчості (декоративно-ужиткового мистецтва), професійна вишивальниця, художниця, орнаменталістка, членкиня Євпаторійської артелі майстрів до 2014 р. Професійна вишивальниця різними техніками (володіє 30 техніками вишивки), особливу увагу приділяє кримськотатарській техніці золотого шиття з орнаментом Орнек.
- Гусєнова Алімє — майстриня вишивки[4]
- Дудакова Ельвіра Расимівна — кримськотатарська вишивальниця. Народилася у 1968 році в Узбекистані, Ферганська область, Ленінградський район, с. Учкупрік. Зараз мешкає у Криму, м. Бахчисарай. Освіту отримала у Коканському державному педагогічному інституті ім. Мукіні за спеціальністю «педагогіка і психологія дошкільного виховання». Вид мистецтва — національна вишивка золотою ниткою, техніка мик'лама.
- Нєглядєнко Гульнара   — майстриня вишивки[5]
- Османова Ельвіра   — майстриня вишивки, — художник[6]. Народилася 17 червня 1961 р. в Узбекистані. Зараз мешкає у Криму. Вид мистецтва — традиційна двостороння кримськотатарська вишивка — «Татар ішлємє». Отримала безліч грамот, подяк та дипломів.
- Паскевич Насіе Ескандаровна   — майстриня прикрас в техніці сутажної вишивки[7]
- Саадат Каміла (нар.19 червня 1978 р. Узбекистан) — майстриня вишивки, дизайнерка одягу[8][9][10]. Зараз мешкає з родиною у Києві. Освіта. Вища медична освіта, закінчила Кримський державний медичний університет ім. С. І. Георгієвського, спеціальність - лікарка, судово-медична експертка криміналістка. Відтворює різні види кримськотатарської вишивки, а саме: вишивка хрестиком, гладдю, мик'лама, бук'ме, пул, каснак, вишивка картин, макраме, плетіння на шпицях та гачком.[11] Новаторська методика виготовлення жіночого та чоловічого кримськотатарського головних уборів. Участь у виставках: 2015 р. — участь у фестивалі «Древо-фест» м. Київ; 2016 р. — фестиваль «Народи Подолу» м. Київ; 2016 р. — «Туристична Україна» м. Київ; 2017 р. — фестиваль «Народи Подолу» м. Київ; 2017 р. —  фестиваль «Бабусина Хата» Тернопільська облась с. Дітківці; 2017 р. — фестиваль «Жива Ватра» с. Яремче. 2018 р.-фестиваль «Народи Подолу» м. Київ
- Тулупова Юлія   — майстер вишивки. Народилася 1986 році у м. Переяслав-Хмельницький. Зараз мешкає у  м. Бахчисарай. Закінчила Кримський інженерно-педагогічний університет і отримала спеціальність «декоративно-прикладне мистецтво». Мистецтву навчалась у Чурлу Мамута — заслужений художник України, член спілки художників, мистецтвознавець — основи кримськотатарської орнаментики. Сеітхалілов Февзі Біляловіч, член спілки художників, м. Сімферополь — кераміка. Займається художньою вишивкою і ткацтвом (високе шиття золотом — мик'лама, к'аснак, букме, татар ішлємє — двостороння кримськотатарська гладь, к'аплама — аплікація, вишивка на машині). Брала участь у виставках: Всеукраїнська різдвяна виставка до 100-річчя Марії Приймаченко, 2008—2009 рр., М.Київ; Третє всеукраїнське трієнале художнього текстилю, 2010—2011 рр., М.Київ; Четверте всеукраїнське трієнале художнього текстилю, 2013—2014 рр., М.Київ; П'яте всеукраїнське трієнале художнього текстилю, 2016—2017 рр., М.Київ; Персональна виставка в американському посольстві, 2011 р, м. Київ.[джерело?]
- Сторчак Любов   — майстриня килимового ткацтва[джерело?]
- Тесленко Ірина — майстриня килимового ткацтва[джерело?]
- Бєкірова Світлана Володимирівна — розпис з хни. Народилася 9 квітня 1985 р. у м. Уфа, Росія. Зараз мешкає м. Львів, Україна. Закінчила Середню загальноосвітню школу с. Малоріченське, Алуштинського р-ну. А. Р. Крим. Закінчила Нижегородське художнє училище 2000—2002 рр. Державний Університет Вища Школа Економіки, спеціальність «Фінанси і кредит» 2002—2007 рр. Курси Графічного дизайну м Сімферополь А. Р. Крим 2012 року — Республіканська маркетингова компанія. Займається мистецтвом розпису хни, виготовлення дизайну композицій — кримськотатарський розпис хною «Qinalama», з використанням унікальних автентичних кримськотатарських орнаментів, які застосовуються в різних видах прикладного мистецтва кримських татар, таких як: кераміка, вишивка, ткацтво, ювелірне мистецтво, чеканка, різьба по дереву. Лауреат премії «Юні дарування» (номінація «малюнок в стилі фентезі») Нижегородської області 2001 р.[джерело?]
- Едемова Мєдіне Шакірівна — кримськотатарська вишивальниця. Народилася 7 травня 1983 смт. Новоалексіївка, Генічеський район, Херсонської область, Україна. Зараз мешкає у м.Сімферополь. Закінчила Кримський інженерно-педагогічний університет за спеціальністю «технологія, конструювання та дизайну одягу». Займається виготовленням дизайнерської вишивки на традиційних кримськотатарських виробах.[джерело?]
- Абдурафіева Зера Зіяевна (1989, Сімферополь, Крим, Україна) — кримськотатарська вишивальниця. У 2015 році вступила до Кримського інженерно-педагогічного університету на спеціальність "моделювання та дизайн одягу". Вивчати кримськотатарську вишивку почала з жовтня 2014 року. Традиційну техніку кримськотатарської вишивки "мик'лама" вивчала в майстрині у Лілі Каішевоі, а техніку "татар ішлеме" у майстрині Ельвіри Османової. Основи кримськотатарської орнаменталістики вивчала в Заслуженого художника України Мамута Чурлу. Майстриня вишиває у техніці мик'лама та татар ішлеме. Крім того, намагається внести елементи кримськотатарського орнаменту у інші види рукоділля - вишивка бісером, сутажна вишивка, фріволіте. Основна робота - пошиття одягу,  курси по крою та шиттю. Участь у виставках: "Світ вишивки", Кримськотатарський музеї культурно-історичної спадщини, 2015 р.; "Орнаментальні традиції Криму", Центральний музей Тавриди, 2015 р.; "Крим з любов'ю", Сімферопольський Будинок Художника, 2017 р.[12]
- Аблаєв Ельдар Ісмаілович — кравець кримськотатарського походження. Кравець з пошиття взуття зі шкіри та хутра (традиційне кримськотатарське взуття — папич, чарик’, мак'си). Народився в м. Ташкенті 07 січня 1969 року. Наразі мешкає у Сімферопольському районі с. Мамут-Султан (с. Добре). Ремеслу навчається від народження, учителем був батько — Аблаєв Ісмаіл та брат — Аблаєв Ескендер. Ремесло передається із покоління в покоління, наразі учнями Ельдара Аблаєва є його діти: син — Рамазан та дочка — Мейрем.[джерело?]

### Різьба по дереву
- Джемалединов Уфат — майстер різьби по дереву[13]
- Максудов Рустем — майстер різьби по дереву. Народився 10 серпня 1970 р. в Узбекистані Алти-арикській район с.Полосон. Зараз мешкає у Криму. Закінчив Маргіланський планово-економічний технікум. Брав участь у численних фестивалях та виставках.[джерело?]

### Розпис на тканині
- Патракова Ірина — художниця, майстриня розпису по батіку[14]
- Сєйт-Амєтова Ельміра   художниця, майстриня розпису по батіку[15]

### Розпис по склу
- Аблязіз Зєра - майстер рукопису, художник[джерело?]
- Афізе Юсуф-кизи  - майстриня розпису, дизайнерка.

### Виконавське мистецтво
- Хаджабадінова Аліє - кримськотатарська співачка.
- Абдуллаєва (Халілова) Ельнара Сеітвеліївна - кримськотатарська танцівниця.
- Асанова  Ельмаз Асанівна - журналістка, телеведуча телеканалу ATR[16][17]. Авторка документальних фільмів і телевізійних проєктів. Народилася 29 квітня 1983 року у м. Алмалик Ташкентська обл. (Узбекистан) Зараз мешкає у м.Сімферополь, А.Р. Крим. Закінчила Сімферопольське музичне училище ім. Чайковського (диплом з відзнакою), у 2010 р. Музичну академію ім. Прокоф'єва. У 2017 р. Інститут міжнародних відносин Київського національного університету ім.Т.Шевченка , професійна кваліфікація - аналітик консолідованої інформації в сфері міжнародних відносин.[джерело?]
- Абдулаєва Гульнара Анвярівна – кримськотатарська історикиня, телеведуча[18]. 3 2005 р. нагороджена грамотою Верховної Ради України, за заслуги перед українським народом. Народилася у м. Євпаторія А.Р. Крим 26 березня 1979 року. Здобула вищу освіту у Таврійському національному університеті ім. В. Вернадського, спеціальність історія Автор і ведуча історичного проєкту Altin devir (Золота епоха)[19] на телеканалі ATR.[джерело?]
- Ібраімов Тімур - актор кримськотатарського походження.
- Зморка Шевкет - кримськотатарський музикант.
- Бекіров Усеін  - кримськотатарський джазовий піаніст, композитор, аранжувальник, саунд-продюсер.

### Художники та художниці
- Шемседінова Ельміра - кримськотатарська художниця.
- Люманова Майрє - (нар.15 березня 1973 р., Узбекистан) – кримськотатарська художниця-живописиця, портретистка, модельєрка одягу - кримськотатарський традиційний, історичний, сценічний, весільний костюми.[20] Зараз мешкає у м.Сімферополь.  Освіта. Республіканська спеціальна музично-художня школа мистецтв при Ташкентському театрально-художньому інституті ім. Островського, відділення живопису, 1985-1991 рр. Кримський інженерно-педагогічний університет,  спеціальність модельєр-конструктор, технолог швейного виробництва, 1997-2003 рр. Брала участь у виставках:  Виставки «Образотворче мистецтво художніків Україна», дипломований учасник, 1993р.,    Персональна виставка 3 молодих художників в Кримському художньому музеї м. Сімферополь, організатор Ельміра Черкезова, 2003 р.  Виставка «Ергуван» м. Стамбул, 2010-2011 рр.  Симпозіум Міжнародної організації тюркської культури (ТюрКСОЙ) в м. Малатья, 2017 р.  Виставка «Кримський стиль» м. Сімферополь, 2017р,2018р.[джерело?]

### Мистецтвознавці
- Мамут Чурлу - мистецтвознавець кримськотатарського походження.